# Nghị quyết 1481 của Hội đồng Nghị viện của Ủy hội châu Âu
Ngày 25 tháng 1 năm 2006, tại thành phố Strasbourg (Pháp), Hội đồng Nghị viện của Ủy hội châu Âu (tiếng Anh: Parliamentary Assembly of the Council of Europe; tiếng Pháp: Assemblée parlementaire du Conseil de l'Europe), một cơ quan dân cử của 46 quốc gia châu Âu, đã có cuộc họp thường niên (bốn lần trong một năm) bỏ phiếu và thông qua (99 phiếu thuận, 42 phiếu chống) Nghị quyết 1481 (2006) với các điều khoản (14 điều) lên án chủ nghĩa cộng sản và coi chủ nghĩa này đã phạm tội ác chống lại loài người.
Nghị quyết 1481 do nghị sĩ người Thụy Điển Goran Lindblad đề xuất, kêu gọi các nước cộng sản hoặc hậu cộng sản trong các quốc gia thành viên hãy lên án tuyệt đối những tội ác cũ của người cộng sản.

## Tóm tắt nghị quyết
Điều 2: "...Những chế độ độc tài toàn trị cộng sản gồm khối Liên Xô, Đông Âu trong thế kỷ 20 và một số chế độ cộng sản hiện vẫn còn cầm quyền ở 4 nước trên thế giới, đều là những quốc gia vi phạm nhân quyền. Những vi phạm này tuy khác nhau về cấp độ văn hóa, về ranh giới quốc gia, cũng như tùy giai đoạn lịch sử nhưng đều có chung những cuộc giết người tập thể, ám sát, thủ tiêu cá nhân không cần xét xử, biến đất nước thành trại tập trung với sự đày đọa con người về thể xác cũng như tinh thần: tra tấn, nô lệ hóa, lao động khổ sai, tù đày, khủng bố tập thể, ngược đãi, ám sát vì lý do chủng tộc, tôn giáo, chính kiến; vi phạm quyền tự do tư tưởng, xúc phạm lương tâm con người, cấm tự do báo chí, tự do chính trị, độc tôn, độc quyền, độc đảng..."
Điều 3: "Nhân danh chủ trương đấu tranh giai cấp và nguyên tắc chuyên chính vô sản mà các tội ác được biện minh. Sự giải thích hai nguyên tắc này đã hợp thức hóa việc 'thủ tiêu' những người bị cho là có hại cho sự xây dựng một xã hội mới: xã hội chủ nghĩa, và do đó, bị xem là kẻ thù của các chế độ độc tài toàn trị cộng sản. Hầu hết nạn nhân chế độ cộng sản chính là công dân của nước đó..."
Điều 4: "Nghị viện thừa nhận rằng, bất chấp những tội ác của các chế độ cộng sản toàn trị, vài đảng cộng sản Âu Châu cũng từng đóng góp nhiều vào việc hoàn tất nền dân chủ."
Điều 5: "Sự sụp đổ của những chế độ độc tài toàn trị cộng sản tại Trung và Đông Âu chưa được điều tra kỹ lưỡng bằng tổ chức quốc tế để thống kê hết tội ác của cộng sản, đặng đưa tác giả của những tội ác này ra xét xử trước cộng đồng nhân loại, như trường hợp những tội ác khủng khiếp do Đức Quốc xã gây ra trước đây..."
Điều 7: "Nghị viện xác tín rằng việc hiểu biết lịch sử là một trong các điều kiện tiên quyết để tránh những tội ác tương tự trong tương lai... Quan điểm minh bạch của cộng đồng quốc tế về quá khứ có thể là một điểm tham chiếu cho những hành động tương lai của họ."
Điều 9: "Các chế độ độc tài toàn trị còn lại trên thế giới vẫn tiếp tục gây tội ác. Không thể dùng quan điểm quyền lợi quốc gia để biện hộ, lấp liếm sự lên án của cộng đồng nhân loại với các tội ác của các chế độ toàn trị này. Quốc hội chung châu Âu cực lực lên án tất cả mọi vi phạm quyền con người trong các chế độ cộng sản, coi nó như là tội ác chống nhân loại..."
Điều 14: "Nghị viện tin rằng quan điểm minh bạch này của cộng đồng quốc tế sẽ mở đường cho sự hòa giải trong tương lai..."
Hội đồng châu Âu đã trở thành tổ chức quốc tế đầu tiên lên án các tội ác chống lại nhân loại của các chính thể cộng sản.

## Kết quả cuộc bỏ phiếu
153 thành viên đã có mặt và biểu quyết (trong tổng số 317 thành viên):
- 99 thành viên đã bỏ phiếu ủng hộ Nghị quyết 1481
- 42 thành viên đã bỏ phiếu chống Nghị quyết 1481
- 12 thành viên bỏ phiếu trắng

Có 164 thành viên không tham dự bỏ phiếu. Theo đài RFA, trong cuộc bỏ phiếu thông qua, một số đảng khuynh tả châu Âu đã chống đối Nghị quyết, dù họ đồng tình tố cáo các tội ác cộng sản trong quá khứ, nhưng lại ngại rằng sự tố cáo ấy trở thành cuộc chống đối ý thức hệ Marxist.
Nghị quyết đã không giành đủ 2/3 số phiếu cần thiết (chỉ có 99/317) nên nó không thể thông qua những khuyến cáo cụ thể đối với các nước thành viên trong việc thực hiện nghị quyết này.

## Phản ứng đối với nghị quyết
Những người ủng hộ cho rằng với nghị quyết này, Nghị viện châu Âu, lần đầu tiên trong lịch sử, đã chính thức đưa chủ nghĩa cộng sản và các chính thể của chủ nghĩa này, trong quá khứ hay đang tồn tại, vào bảo tàng tội ác chống nhân loại cùng với chủ nghĩa Phát xít. Nhiều người khác thì cho rằng Hội đồng châu Âu đã làm một việc sai trái và lố bịch. Tổng thống Nga Putin gọi đây là một "mưu toan viết lại lịch sử", nhằm xóa bỏ công lao của nước Nga Xô viết trong cuộc đấu tranh chống chủ nghĩa phát xít. Nhà hoạt động chính trị Nga, I. Kha-ka-ma-đa trả lời phỏng vấn báo "Sự thật" nói: "Không thể chấp nhận một nghị quyết như vậy. Các đảng Cộng sản đang hoạt động hợp pháp khắp nơi trên thế giới, do vậy chẳng có lý do gì để lên án họ cả. Điều cần lên án là những hành động đẫm máu như tại Iraq chẳng hạn". Các Đảng Cộng sản Nga, Pháp, Hy Lạp, Bồ Đào Nha... đã lên tiếng cực lực phản đối Nghị quyết 1481. Các lực lượng chính trị Nga bao gồm các chính đảng, phong trào Đoàn Thanh niên cánh tả, các tổ chức cựu chiến binh, phụ nữ, công đoàn đã ra tuyên bố kịch liệt lên án "đợt sóng chống cộng mới được dấy lên dưới cờ PACE thông qua một nghị quyết xuyên tạc, công kích chủ nghĩa cộng sản".
Mười bảy đảng Cộng sản và Công nhân đến từ các nước đã nhóm họp ở Brussel (Bỉ) vào ngày 21/1/2006 để phản đối dự thảo nghị quyết này và kịch liệt lên án nó như một sự "tiến công bạo lực chống lại lịch sử, hiện tại và tương lai của chủ nghĩa cộng sản", hơn 20 đảng khác đã gửi điện đến cuộc họp để bày tỏ sự ủng hộ.
Báo Nhân dân của Việt Nam cho đây là một âm mưu tội lỗi nguy hiểm, muốn gây rối về an ninh cho nhiều nước. Họ kêu gọi cần phải vạch trần để mọi người cảnh giác với sự lừa đảo trắng đen của một số các nhân vật cực hữu trong hội đồng này, nhóm cực hữu của Hội đồng châu Âu muốn dùng những thứ đã quá lỗi thời như bôi xấu cộng sản cốt để che giấu những mầm mống phát xít đang nảy nở và bị cánh tả lên án mạnh mẽ. Còn báo Quân đội Nhân dân viết "Việc đánh đồng chủ nghĩa cộng sản và chủ nghĩa quốc xã là sự đánh tráo giá trị hết sức thâm độc và trắng trợn... Hành động chống chủ nghĩa xã hội và chủ nghĩa cộng sản không khác gì hành động chống lại những quy luật tự nhiên. Những kẻ chống cộng dưới mọi màu sắc, mặc dù điên cuồng tuyệt vọng, không thể nào ngăn chặn được tiến trình lịch sử khách quan".